# Walter Müller (herec)
Walter Müller (6. května 1911 Praha, Čechy, Rakousko-Uhersko – 2. března 1969 Starnberg, Bavorsko Západní Německo) byl rakouský filmový herec a zpěvák.

## Život
Narodil se jako syn Antona a Theresie Müllerových. Vyrůstal ve Vídni, svoji uměleckou kariéru započal v roce 1927 jako chorálista v Zemském Divadle Linec. Poté pracoval v Bodenbachu a Bad Hallu, kde poprvé účinkoval jako herec. Další práci získal v Liberci, Brně, Jihlavě a Karlových Varech. V Moravské Ostravě byl zaměstnán jako operetní tenor. V roce 1937 se oženil s Hedwig Jahnel, se kterou měl jednu dceru.
V roce 1938 přišel jako druhý bass do vídeňské Volksopery a zpíval v operetách jako Frau Luna nebo Hrabě Luxemburg. V roce 1939 se přesunul do Theater am Schiffbauerdamm v Berlíně. Po válce účinkoval v Bürgertheateru, kde občas i režíroval.
Od roku 1938 pracoval také pro rozhlasové a televizní vysílání. Postupem času se stal populárním filmovým hercem. V padesátých letech dvacátého století často hrával typ komického milence. Jeho filmová kariéra skončila v časných 60. létech.

## Filmografie
- 1940: Vídeň miluje a zpívá (Herzensfreud – Herzensleid)
- 1942: Ein Walzer mit dir
- 1944: Žena mých snů (Die Frau meiner Träume)
- 1947: Das singende Haus
- 1949: Ein bezaubernder Schwindler
- 1950: Jetzt schlägt’s 13
- 1950: Schwarzwaldmädel
- 1950: Gruß und Kuß aus der Wachau
- 1951: Durch Dick und Dünn
- 1951: Wenn eine Wienerin Walzer tanzt
- 1951: Die Csardasfürstin
- 1951: Johannes und die 13 Schönheitsköniginnen
- 1951: Die Dubarry
- 1951: Das Herz einer Frau
- 1952: Saison in Salzburg
- 1952: Das Land des Lächelns
- 1952: Im weißen Rößl
- 1953: Maske in Blau
- 1953: Einmal keine Sorgen haben
- 1953: Südliche Nächte
- 1953: Auf der grünen Wiese
- 1953: Wenn am Sonntagabend die Dorfmusik spielt
- 1953: Hab’ ich nur Deine Liebe
- 1953: Hurra – ein Junge!
- 1954: Kaisermanöver
- 1954: König der Manege
- 1954: Ball der Nationen
- 1955: Der falsche Adam
- 1955: Drei Tage Mittelarrest
- 1955: Die Drei von der Tankstelle
- 1956: Das Liebesleben des schönen Franz
- 1956: Holiday am Wörthersee
- 1956: Karussell der Liebe
- 1956: Hurra – die Firma hat ein Kind
- 1957: Drei Mann auf einem Pferd
- 1958: Hoch klingt der Radetzkymarsch
- 1958: Liebe, Mädchen und Soldaten
- 1960: Sooo nicht, meine Herren!
- 1961: Unsere tollen Tanten
- 1963: Hochzeit am Neusiedler See
- 1963: Das Kriminalmuseum - Nur ein Schuh
- 1966: Das Spukschloß im Salzkammergut